# Stal Hadfielda
Stal Hadfielda (oznaczenie: X120Mn12; stare oznaczenie: 11G12) – stal manganowa o dużej odporności na ścieranie. Zawiera 1,1–1,3% węgla i 12–13% manganu. Powyżej 950 °C stal Hadfielda ma strukturę austenityczną. Po ochłodzeniu do temperatury pokojowej jest ona mieszaniną austenitu i cementytu manganowego. Stal ta charakteryzuje się bardzo dużą skłonnością do umocnienia podczas pracy, gdyż pod wpływem zgniotu tworzą się w niej mikrobliźniaki. Twardość takiej stali wynosi ok. 500 HB.
Stosowana jest głównie na elementy szczególnie narażone na ścieranie przy dużych naciskach, jak:
- kosze koparek
- gąsienice ciągników
- rozjazdy kolejowe

Elementy te wykonywane są często ze staliwa GX120Mn13 o składzie odpowiadającym stali Hadfielda.
Nazwa stali pochodzi od nazwiska brytyjskiego metalurga Roberta Hadfielda, który wynalazł ją w 1882 roku.